# Elachistocleis helianneae
Elachistocleis helianneae es una especie de anfibio anuro de la familia Microhylidae.

## Distribución geográfica
Esta especie se encuentra a unos 90 m de altitud:
- en Brasil en los estados de Amapá, Amazonas, Pará y Rondônia;
- en Bolivia, en los departamentos de Beni y Santa Cruz.[3]

## Etimología
Esta especie lleva el nombre en honor a Helianne de Niemeyer. 

## Publicación original
- Caramaschi, 2010 : Notes on the taxonomic status of Elachistocleis ovalis (Schneider, 1799) and description of five new species of Elachistocleis Parker, 1927 (Amphibia, Anura, Microhylidae). Boletim do Museu Nacional Nova Serie Rio de Janeiro, Brasil, vol. 527, p. 1-30.[4]